# 圣狄约尼削堂
圣狄约尼削堂（西班牙語：Iglesia de San Dionisio）是一座罗马天主教教堂，位于西班牙安达卢西亚赫雷斯-德拉弗龙特拉。该堂建于15世纪，为 哥特式-穆德哈尔风格，但是内部在18世纪由建筑师迭戈·安东尼奥·迪亚斯（Diego Antonio Díaz）和佩德罗·德席尔瓦（Pedro de Silva）改建为巴洛克风格。1964年公布为西班牙文化财产。
1264年圣狄约尼削日，该城回归基督教统治，阿方索十世建立了堂区，奉圣狄约尼削为主保圣人。
该堂为巴西利卡平面，分为三个中殿，用高大而简单的柱子分割，有穆瓦希德装饰。中殿末端的后殿有巴洛克式的祭坛。正祭台翻修于巴洛克时代以前。
两侧小堂为巴洛克风格。水上基督小堂包括一幅15世纪的耶稣画像。瞭望塔（Torre de la Atalaya）也建于15世纪。虽然附属于教堂，但它是一座民用建筑，目的是作为火灾和袭击的了望台，以及敲钟。这座塔已单独列为西班牙文化财产。这座塔最早出现在1447年，在1454年安装时钟，在1484年首次用作了望塔。

## 参考

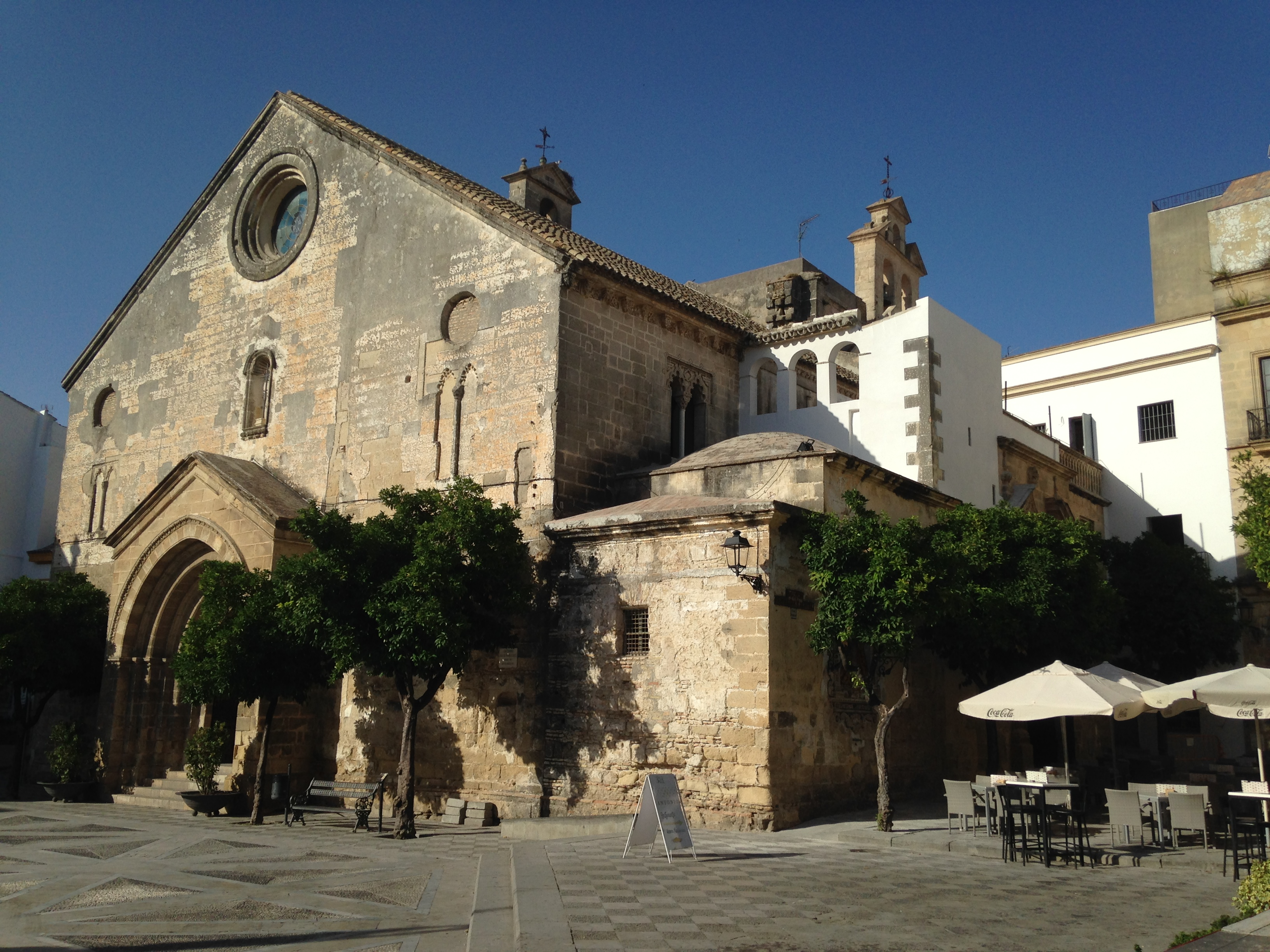
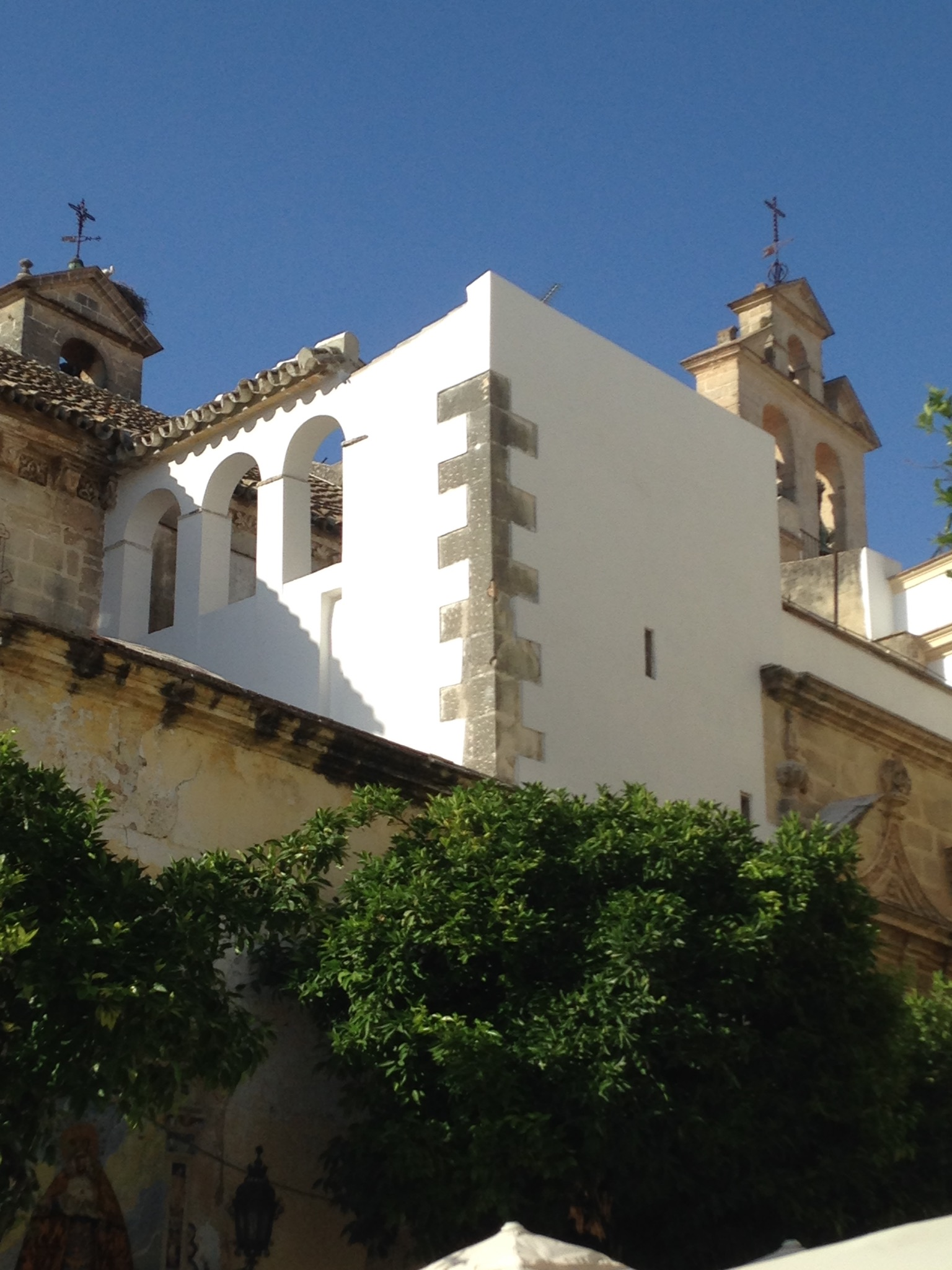
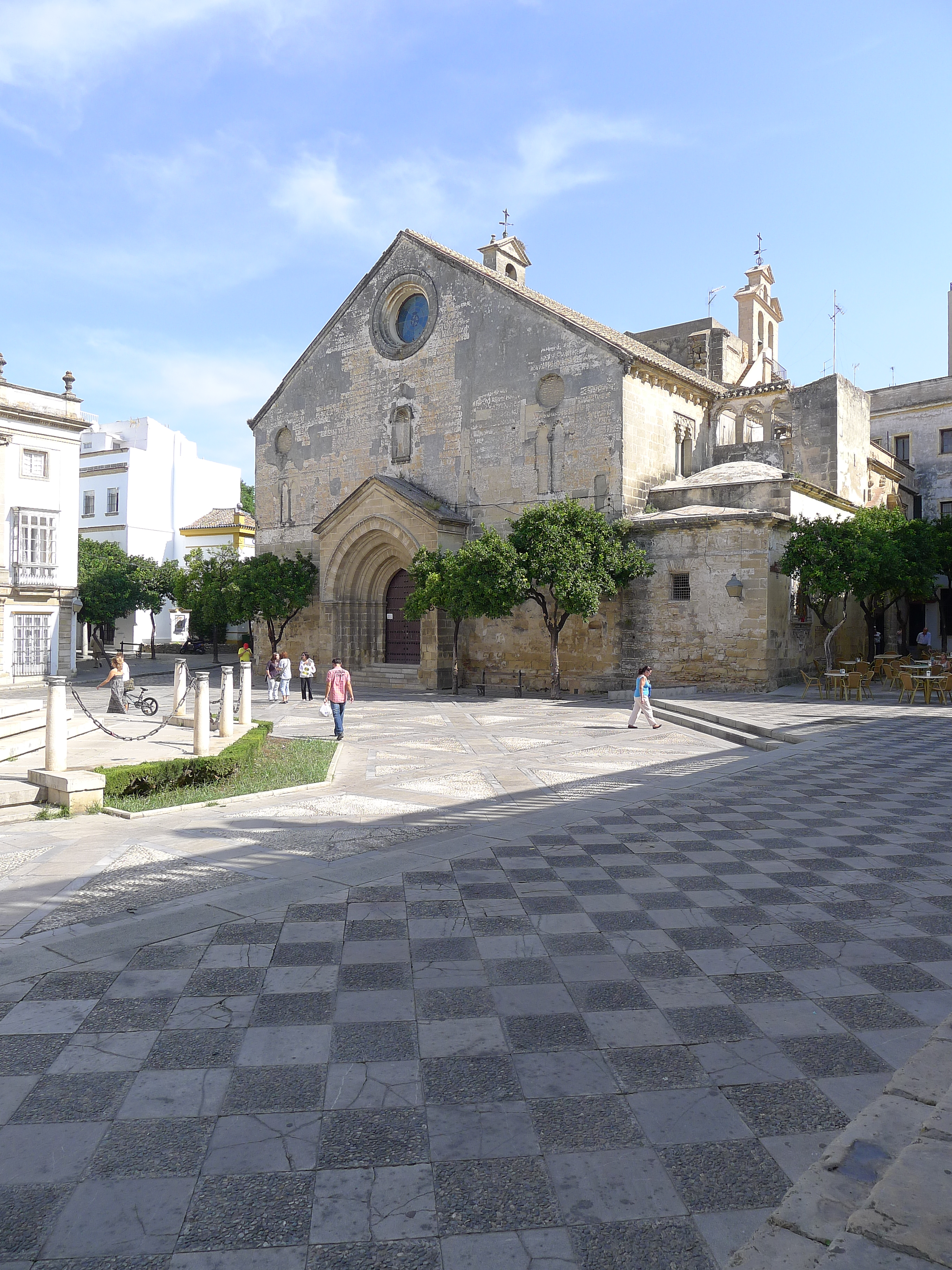
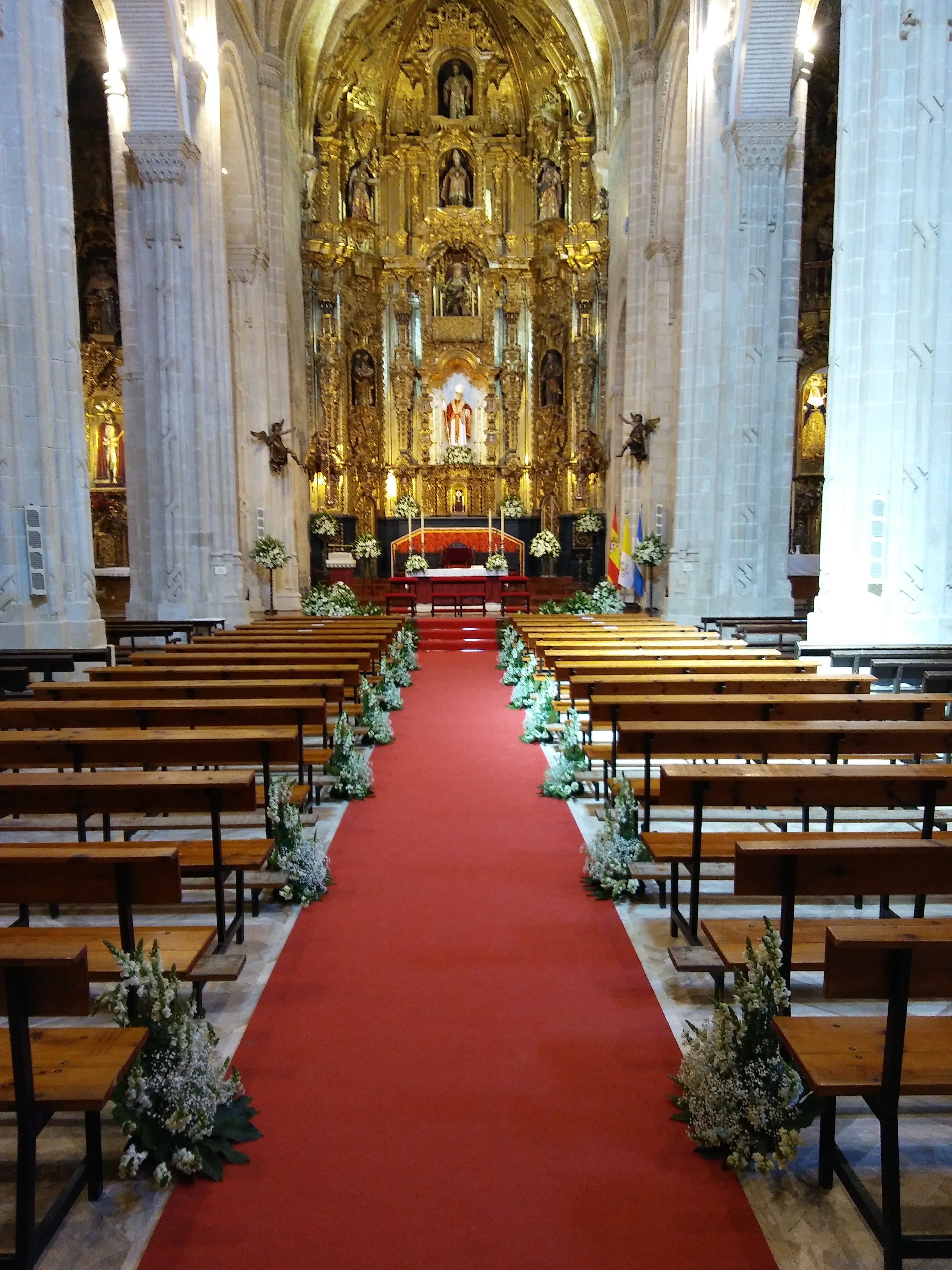
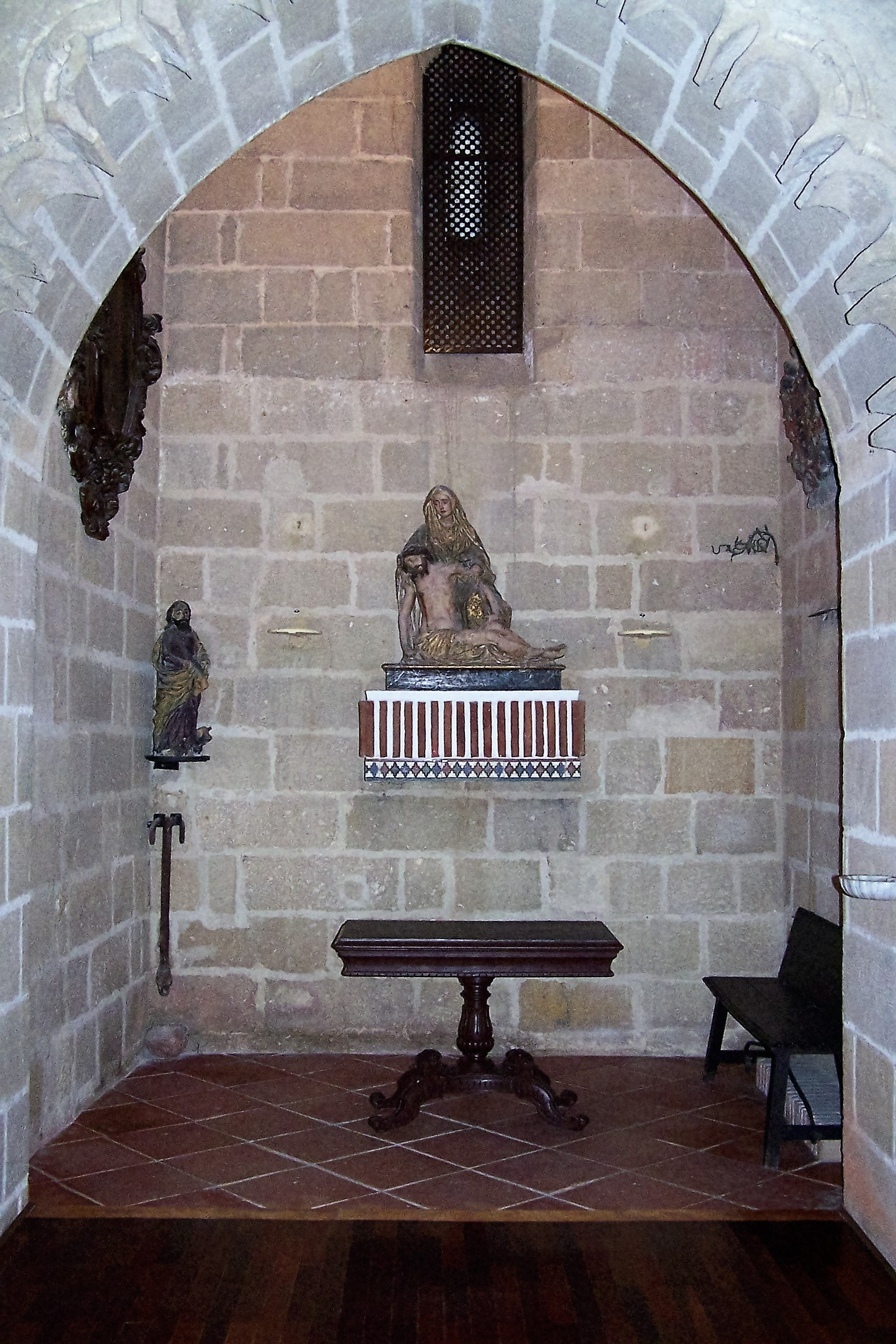
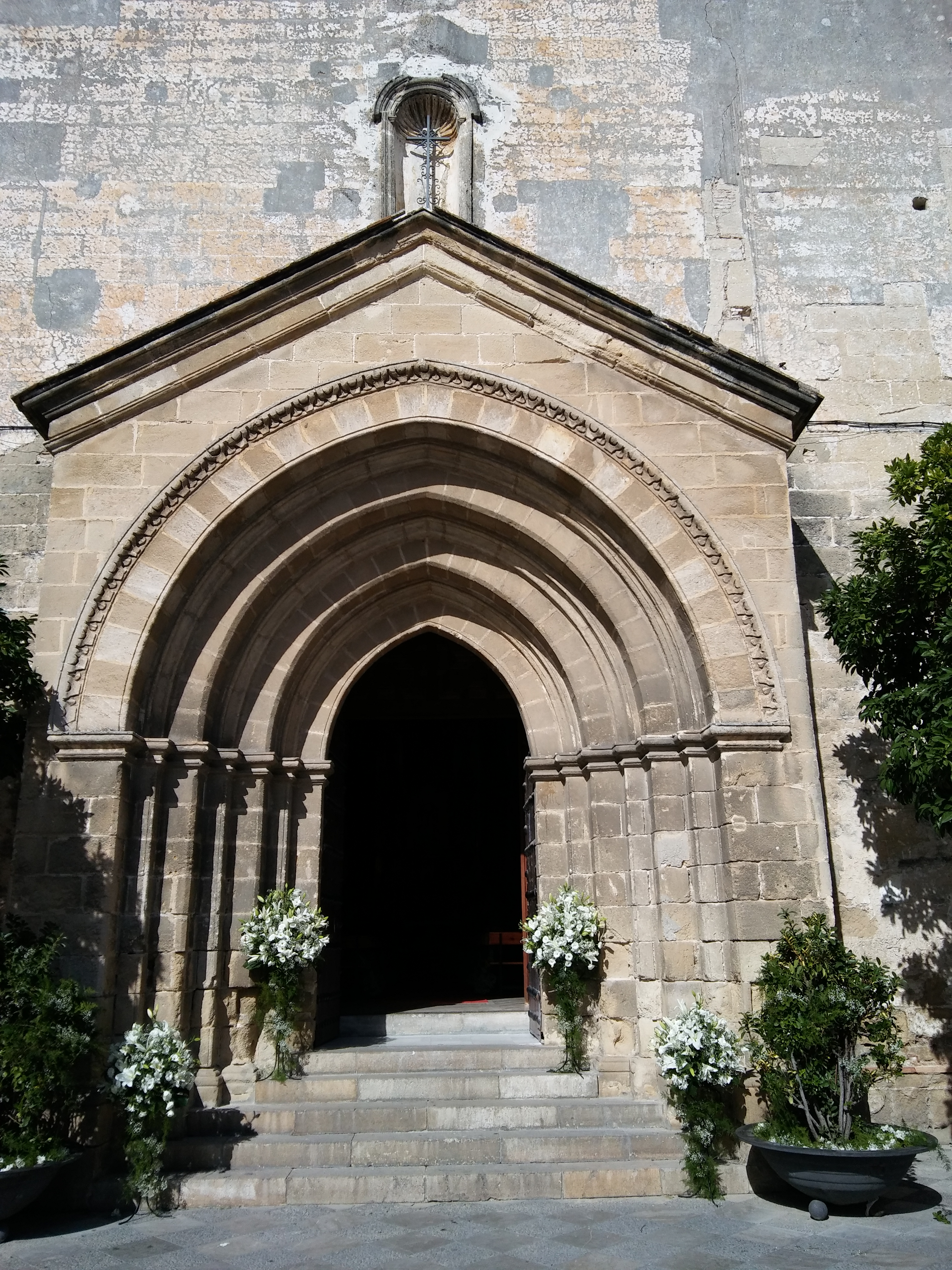
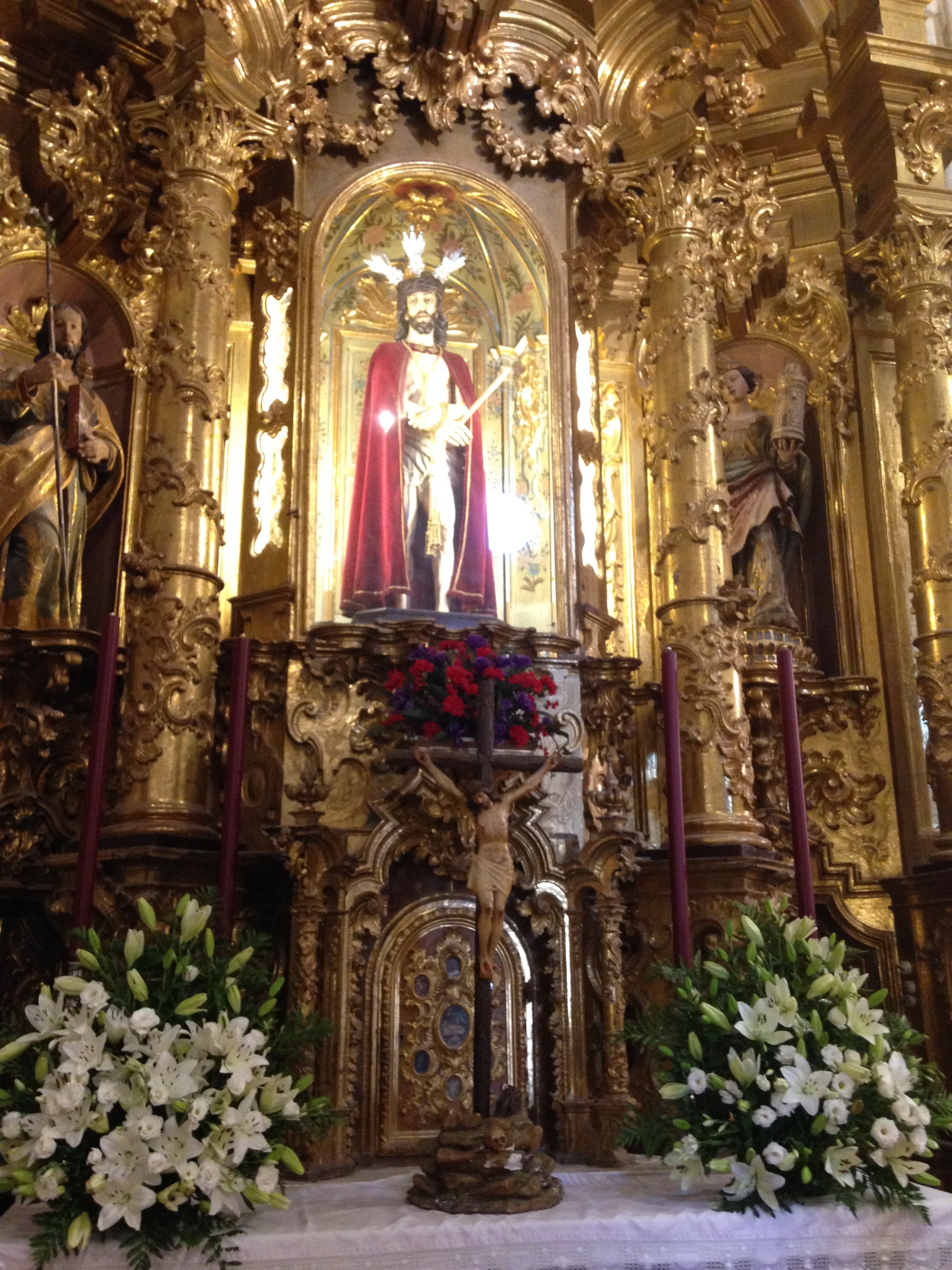
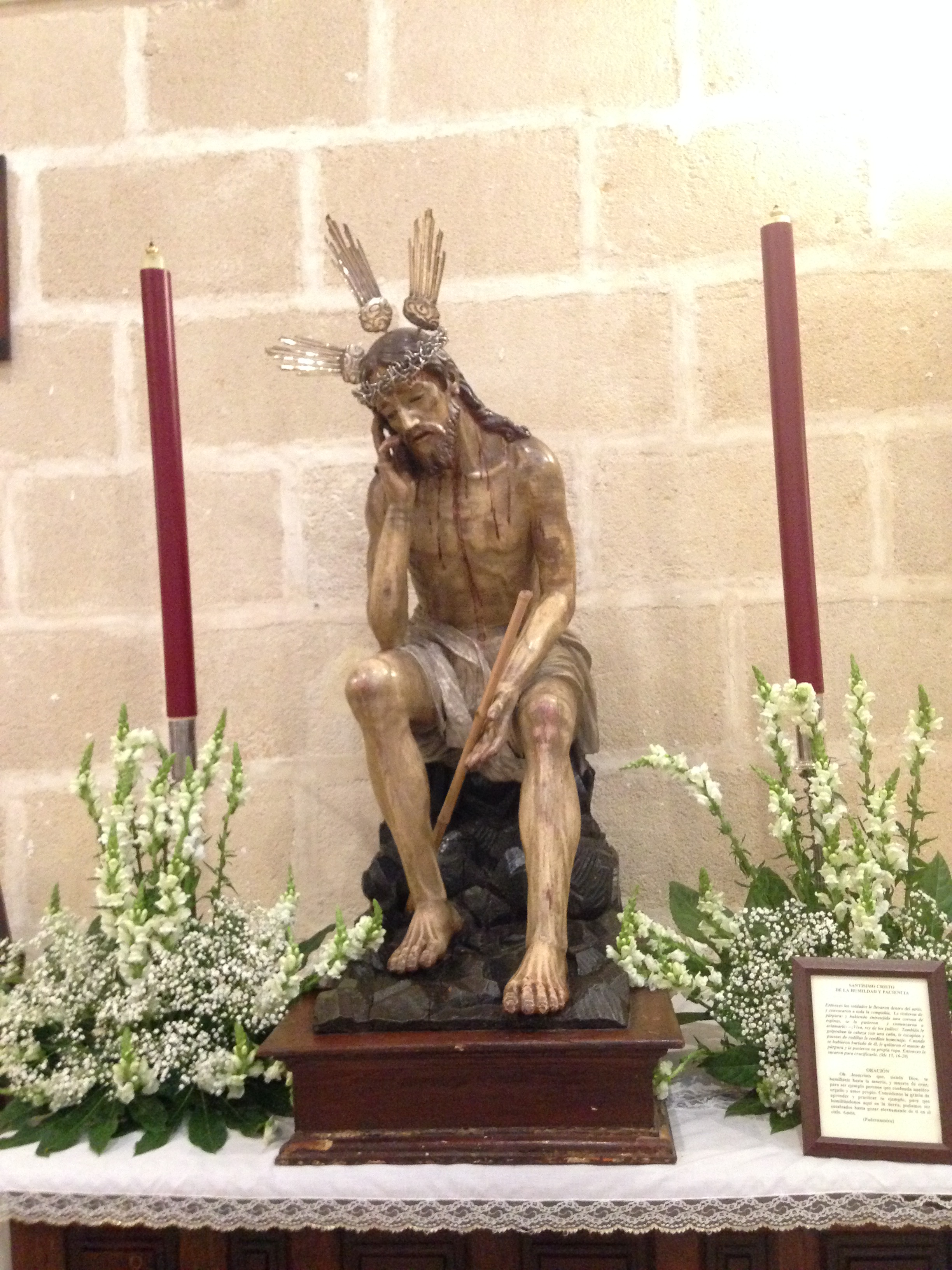
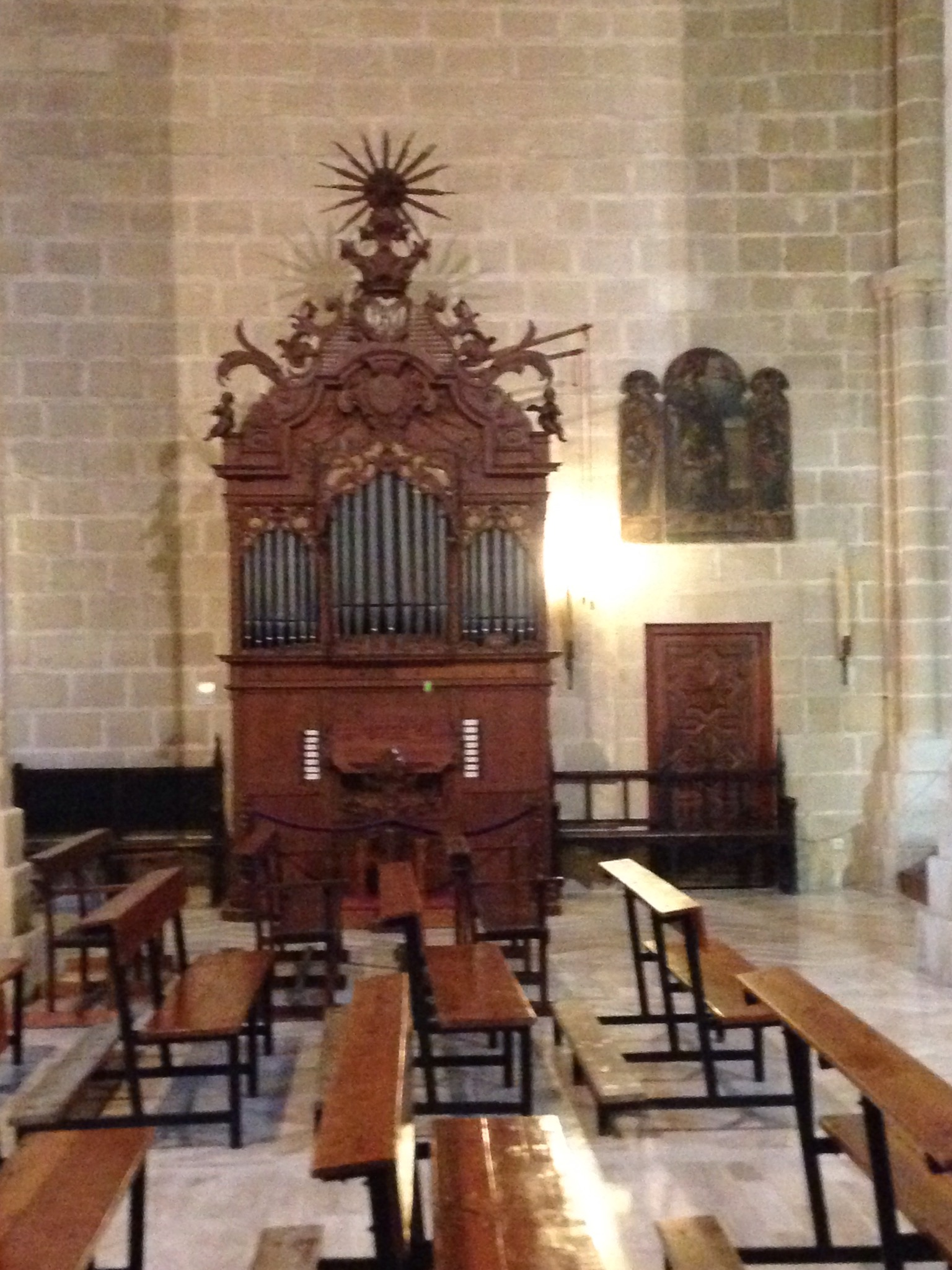
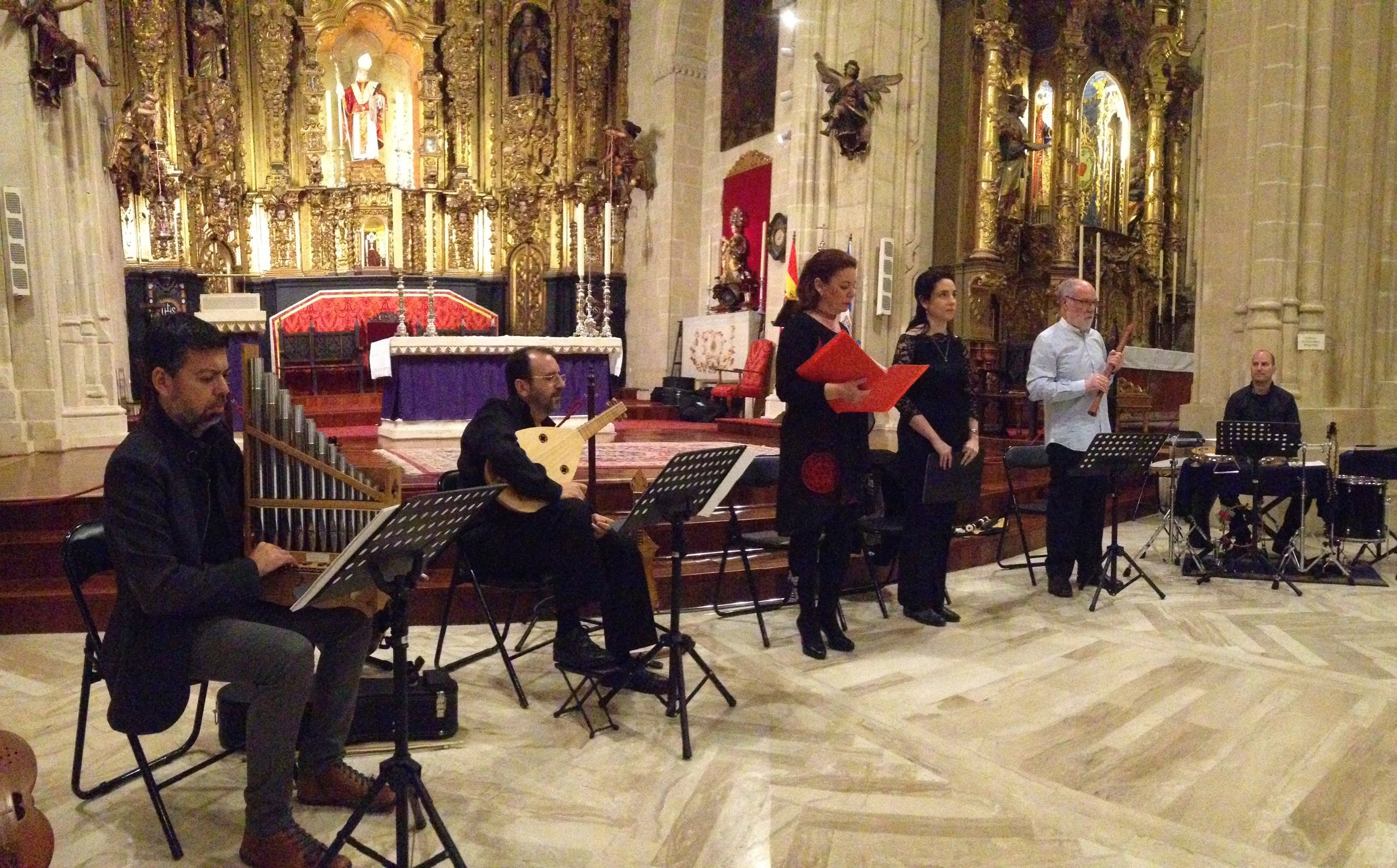
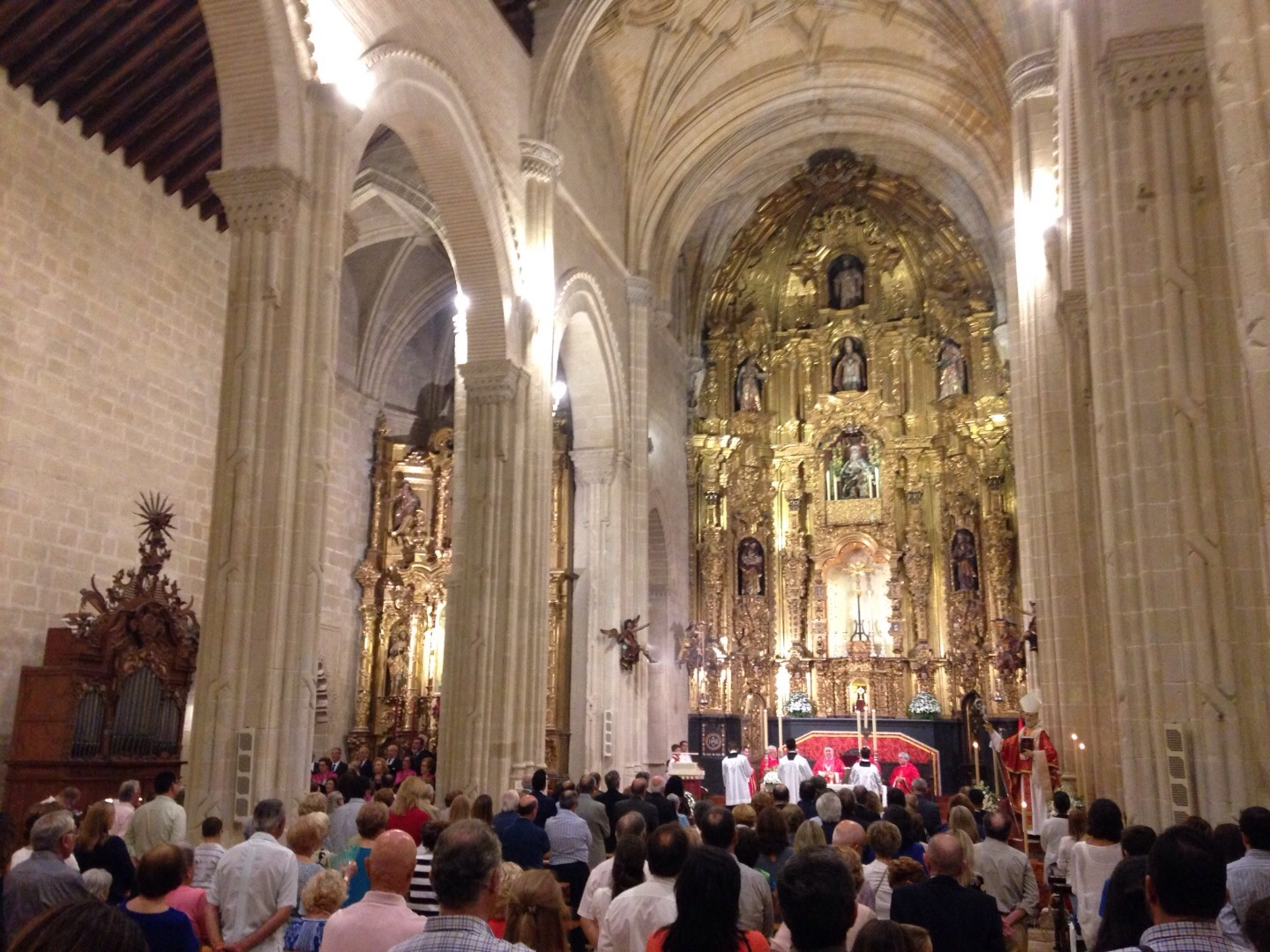